# Virginia Brindis de Salas
Virginia Brindis de Salas (1908 - 1958) fou una activista, escriptora i poetessa afrouruguaiana, la primera en tota Amèrica del Sud en publicar un llibre i col·leccions de poesia.
Va contribuir de forma activa en el periòdic Nuestra raza, al costat de Pilar Barrios, un altre activista i escriptor afrouruguaià, militant del Partit Autòcton Negre (PAN). La seva obra la va convertir en una de les primeres escriptores uruguaianes en publicar un llibre.
Probablement les col·leccions de poesia Marimorena (1946) i Cien cárceles de amor (1949) són les seves obres més conegudes internacionalment. De fet, l'escriptora xilena Gabriela Mistral va reconèixer la seva influència en tot el continent americà, incloent-hi a Los Angeles, on la seva poesia va contribuir al moviment afroamericà.
El 1954, el seu poema Tango va ser traduït a l'alemany. Virginia Brindis morí a Montevideo amb 50 anys.